# Daihatsu Trevis
La Daihatsu Trevis est en Europe une citadine fabriquée par Daihatsu. Ce modèle, à 5 portes uniquement, est appelé Mira Gino au Japon où elle appartenait à la catégorie des keijidosha (elle était alors de 660 cm3 et sa longueur se limitait à 3,395 m). En 2008, certaines versions se sont vendues 10 990 € en France.

## Caractéristiques
- Carrosserie autoportante tout acier
- Portes/places : 5/4
- Moteur VVT
  - Type : EJ-VE
  - 4 CV
  - 3 cylindres en ligne, transversal
  - 12 Soupapes
  - DOHC
  - Cylindrée : 989 cm3
  - Alésage x course : 72 x 81 mm
  - Taux de compression : 10 +/- 0,3
- Capacité du réservoir : 36 litres
- PTAC : 1 200 kg
- Poids total avec remorque : 1 800 kg
- Essieu avant : Jambes McPherson
- Essieu arrière : bras tirés avec barre de torsion
- Roues et pneus : 155/65 R14 75S-4 1/2J
- Direction assistée électrique
- Rayon de braquage : 4,4 m
- Freins avant/arrière : disques/tambours
- Système de freinage ABS avec EBD

## Anecdote
C'est une Daihatsu Trevis que Magloire et Vincent McDoom ont utilisé pour la deuxième saison de La Folle Route en 2009.
la trevis est la voiture dans la sculpture de Philippe Geluck «Le chat écrase une voiture»»  